# Хорн (нос)
Вижте пояснителната страница за други значения на Хорн.
Нос Хорн (на нидерландски: Kaap Hoorn; на испански: Cabo de Hornos) е най-южната точка на Южна Америка, разположен на Огнена земя (55°59′ ю. ш. 67°17′ з. д. / 55.983333° ю. ш. 67.283333° з. д.).
Открит е през 1616 година от холандските мореплаватели Якоб Лемер и Виллем Корнелис Схаутен. Назован е на името на родния град на Схаутен – Хоорн.
Климатът на носа е колеблив, температурата варира от −2 °C до +14 °C.
Времето е основно ветровито и мрачно. Дъждове валят в големи количества, в голяма част от годината.
На нос Хорн е разположен знаменитият морски фар, чийто персонал от няколко души пребивава на острова целогодишно.
Нос Хорн е често срещан в романите за мореплаватели и друга художествена литература. Един от най-известните романи, в който се описва нос Хорн, е Корабокрушението на „Джонатан“ от Жул Верн.